# Motor hidráulico

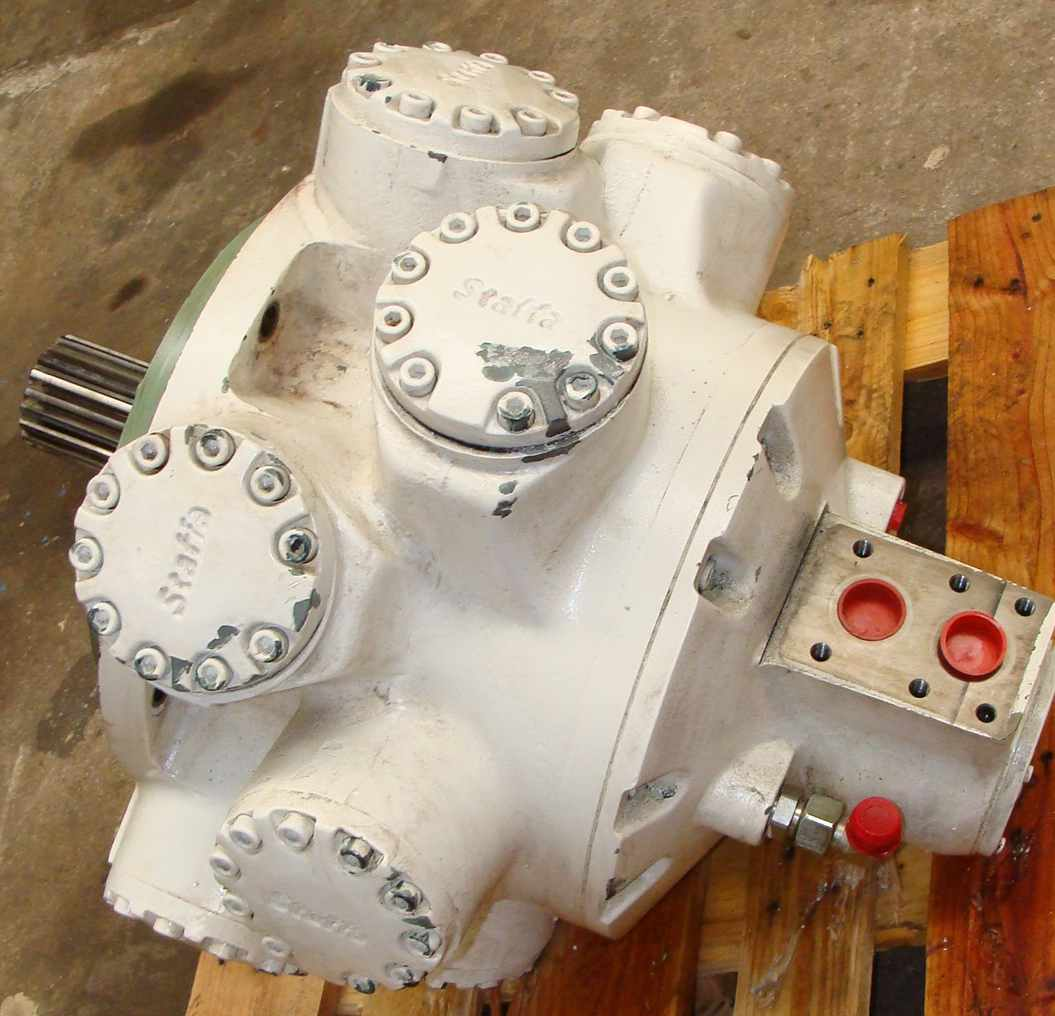
Motor hidráulico Staffa.

El motor hidráulico es un actuador mecánico que convierte la presión hidráulica y flujo en un par de torsión llevando a cabo un desplazamiento angular, es decir, una rotación o giro. Su funcionamiento es inverso al de las bombas hidráulicas y es el equivalente rotatorio del cilindro hidráulico. Se emplean sobre todo porque entregan un par muy grande a velocidades de giro pequeñas en comparación con los motores eléctricos. 
Existen diversos tipos tanto de motores como de bombas hidráulicas, en algunos modelos se pueden emplear las bombas como motores (cuando estos giran en un solo sentido o cuando las bombas están especialmente diseñadas para dicha función) es fundamental verificar que por su diseño, dicha bomba resista la presión.  
En todos los motores hidráulicos se recomienda que el drenaje se conecte directamente al depósito, sin pasar por otras líneas de retorno o por filtros que pudieran crear contrapresiones en el drenaje. El mejor método para saber el desgaste interno de un motor hidráulico es midiendo el retorno de carcasa, compararlo con los parámetros del manual y verificar si esta en el rango adecuado de trabajo. 

## Tipos de motores hidráulicos

### Motores de engranajes
Son de tamaño reducido y pueden girar en los dos sentidos, pero el par es pequeño son ruidosos, pueden trabajar a altas velocidades pero de forma análoga a los motores de paletas.
Aquí hay algunas ventajas de los motores de engranajes:
- Son compactos y livianos.
- Son económicos.
- Se adaptan a una amplia gama de velocidades.
- Pueden operar en un amplio rango de temperaturas.
- Son compatibles con una amplia gama de viscosidades.
- Son resistentes a impactos fuertes.[2]

### Motor de paletas
Tienen la misma estructura que las bombas de paletas, pero el movimiento radial de las paletas debe ser forzado, mientras que en las bombas se debe a la fuerza centrífuga.

### Motores de pistones
Son los más empleados de todos ya que se consiguen las mayores potencias trabajando a altas presiones. En función de la posición de los pistones con respecto al eje podemos encontrar:
- Motores de pistones axiales: Los pistones van dispuestos en la dirección del eje del motor. El líquido entra por la base del pistón y lo obliga desplazarse hacia fuera. Como la cabeza del pistón tiene forma de rodillo y apoya sobre una superficie inclinada, la fuerza que ejerce sobre ella se descompone según la dirección normal y según la dirección tangencial a la superficie. Esta última componente la obligará a girar, y con ella solidariamente, el eje sobre la que va montada. Variando la inclinación de la placa o el basculamiento entre el eje de entrada y salida se puede variar la cilindrada y con ella el par y la potencia.

- Motor de pistones radiales: Los pistones van dispuestos perpendicularmente al eje del motor. El principio de funcionamiento es análogo al de los axiales pero aquí el par se consigue debido a la excentricidad, que hace que la componente transversal de la fuerza que el pistón ejerce sobre la carcasa sea distinta en dos posiciones diametralmente opuestas, dando lugar a una resultante no nula que origina el par de giro.

## Usos
Los motores hidráulicos se usan para variadas aplicaciones como en la transmisión de tornos y grúas, motores de ruedas para vehículos militares, tornos autopropulsados, propulsión de mezcladoras y agitadoras, laminadoras, trituradoras para coches, torres de perforación y zanjadoras.